# Tribulocarpus
Tribulocarpus es un género monotípico de plantas suculentas perteneciente a la familia Aizoaceae. Su única especie: Tribulocarpus dimorphanthus (Pax) S.Moore, es originaria del sur de África.

## Descripción
Es un subarbusto con tallos de 150 cm de largo, a veces postrados, pero por lo general con ramas ascendentes. Se encuentra en Namibia y Sudáfrica (Namaqualand), entre arbustos enanos perennifolios a una altitud de   300 - 1200 metros.

## Taxonomía
Tribulocarpus dimorphanthus fue descrita por (Pax) S.Moore, y publicado en Journal of Botany, British and Foreign 59: 288. 1921.
Sinonimia
- Tetragonia dimorphantha Pax	 basónimo
- Tetragonia somalensis Engl. (1912)
- Nitraria retusa subsp. euretusa Chiov.[2][3]